# Ipomoea turbinata

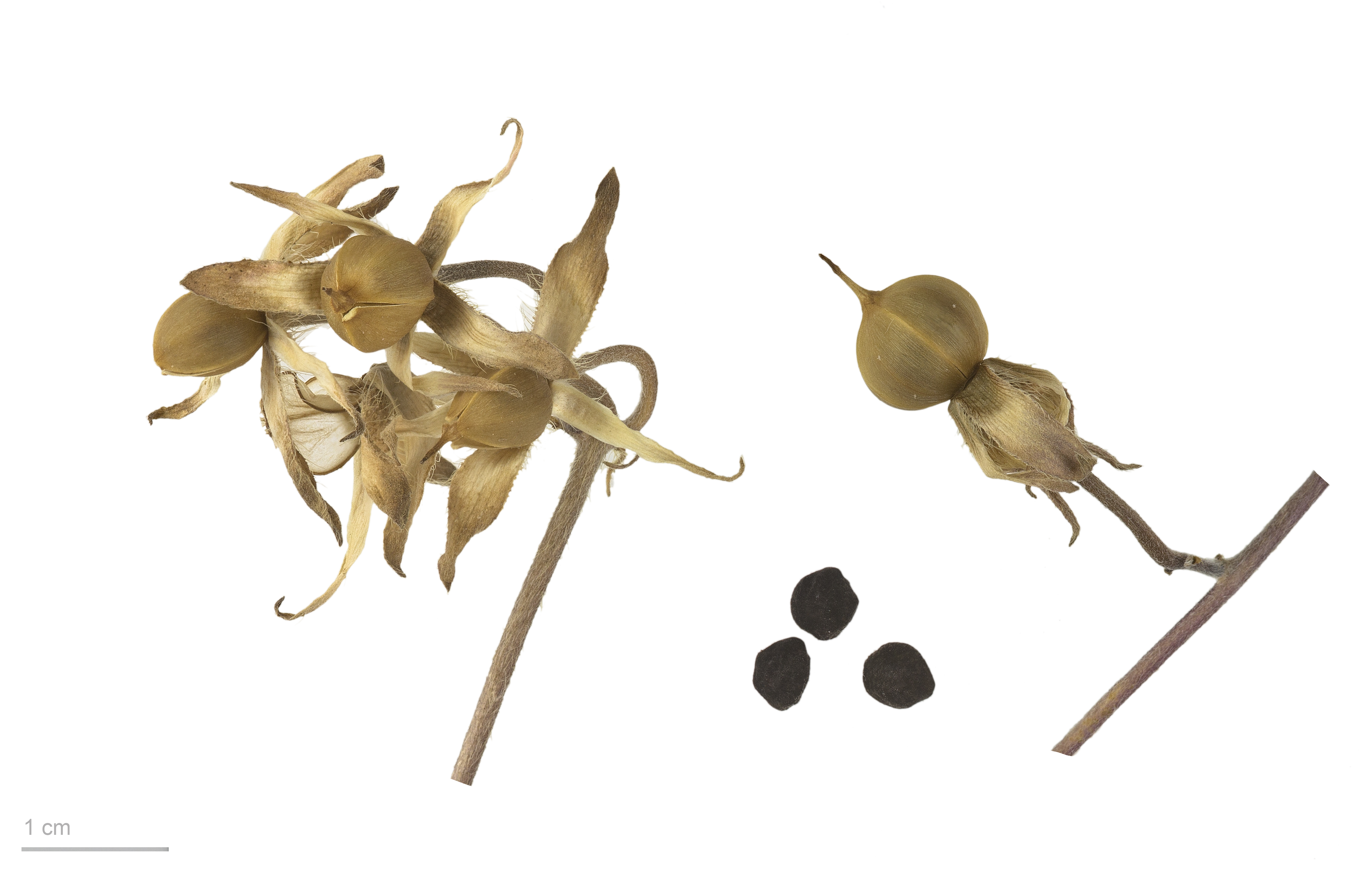
Ipomoea muricata

Ipomoea turbinata  ist eine Pflanzenart aus der Gattung der Prunkwinden (Ipomoea) aus der Familie der Windengewächse (Convolvulaceae). Die Art ist weltweit in tropischen Gebieten verbreitet. Nach R. Govaerts muss die Art Ipomoea muricata (L.) Jacq. heißen.

## Beschreibung
Ipomoea turbinata  ist eine unbehaarte einjährige oder ausdauernde Pflanze. Die Stängel sind weit kletternd und weichborstig behaart. Die Laubblätter sind mit 4 bis 12 cm langen und unbehaarten oder weichborstig behaarten Blattstielen behaart. Die Blattspreiten sind häutig, eiförmig oder rund, 7 bis 16 cm lang und 6 bis 14 cm breit. Nach vorn sind sie zugespitzt, an der Basis sind sie herzförmig. 
Die Blütenstände sind lockere dichasiale oder monochisale Zymen aus einer bis wenigen Blüten. Sie sind unbehaart und zur Fruchtreife stark verdickt. Die Tragblätter sind winzig. Die Kelchblätter sind nahezu gleichgestaltig, eiförmig langgestreckt, die äußeren sind 6 bis 7 mm lang und mit einer 4 bis 6 mm langen Granne besetzt. Die inneren Kelchblätter sind 7 bis 8 mm lang und mit einer kürzeren Granne besetzt. Die sich nachts öffnende Krone ist blass bläulich purpurn gefärbt und 5 bis 7,5 mm lang. Die Kronröhre ist schmal und zylindrisch und 3 bis 6 cm lang. Der Kronsaum ist trichterförmig oder tellerförmig.
Die Früchte sind 1,8 bis 2 cm lange Kapselfrüchte. Die Samen sind eiförmig, 9 bis 10 mm lang und 5 mm breit. Sie sind abgeflacht, schwarz und unbehaart.
Die Chromosomenzahl beträgt 2n = 30.

## Verbreitung
Die Art stammt aus dem tropischen Amerika, ist aber weit in den tropischen Gebieten der Alten Welt verwildert. Oftmals wird sie als Zierpflanze kultiviert.
Sie wächst in flussnahen Wäldern, im Grasland und an Flussufern in Höhenlagen um 1000 m.